# NGC 4801
NGC 4801 est une très vaste et lointaine galaxie lenticulaire (elliptique ?) située dans la constellation de la Grande Ourse. Sa vitesse par rapport au fond diffus cosmologique est de 16 298 ± 12 km/s, ce qui correspond à une distance de Hubble de 240 ± 17 Mpc (∼783 millions d'al). NGC 4801 a été découverte par l'astronome germano-britannique William Herschel en 1789.
À ce jour, une mesure non basée sur le décalage vers le rouge (redshift) donne une distance d'environ 237,000 Mpc (∼773 millions d'al). Cette valeur est à l'extérieur des valeurs de la distance de Hubble.